# Keskastel
Keskastel é uma comuna francesa na região administrativa de Grande Leste, no departamento Baixo Reno. Estende-se por uma área de 18,92 km². Em 2010 a comuna tinha 1 548 habitantes (densidade: 81,8 hab./km²).